# Giovanni Matteo Contarini

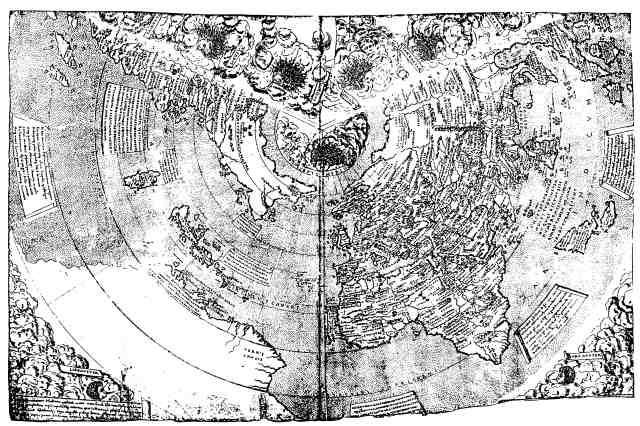
Planisferio de proyección cónica de Giovanni Matteo Contarini y Francesco Rosselli, 1506

Giovanni Matteo Contarini (fallecido en 1507), fue un cartógrafo italiano, miembro de una distinguida familia de la República de Venecia.
Contarini es conocido principalmente como autor de un planisferio ptolemaico de proyección cónica que, al ser grabado por Francesco Rosselli en 1506, se convirtió en el primer mapa impreso en estampa en el que se recogía el Nuevo Mundo descubierto por Cristóbal Colón, unido todavía en su parte septentrional al continente asiático conforme a la creencia colombina, en tanto el sur aparece como una masa de tierra ilimitada que recibe el nombre de «Terra Santi Crucis» dado por los portugueses a Brasil. El pequeño mapamundi va firmado en una cartela dibujada junto al Cabo de Buena Esperanza: «diligentia ioanni Matteo Contareni - Arte et ingenio francisci Roselli florentini 1506 notum».
De su mapa únicamente se conoce un ejemplar, descubierto en 1922, y actualmente conservado en la Biblioteca Británica de Londres.